# Biblioteca Nacional de Guinea-Bisáu
La Biblioteca Nacional de Guinea-Bisáu (en portugués: Biblioteca Pública do Instituto Nacional de Estudos e Pesquisa) es la biblioteca nacional de Guinea-Bisáu y está localizada en la ciudad capital de Bisáu. Es la primera biblioteca del país, la biblioteca pública más grande del país y la biblioteca de la Universidad Amílcar Cabral, la única universidad pública del país.
La biblioteca forma parte del Instituto Nacional de Estudios e Investigación (Instituto Nacional de Estudos e Pesquisa o INEP en portugués).

## Historia
La biblioteca fue fundada en 1984 como la Biblioteca Académica del INEP. Esta heredó el catálogo de biblioteca de la biblioteca colonial de la época de la Guinea portuguesa. En 1987, cambió a ser la Biblioteca Pública de Guinea-Bisáu y en 1988 pasó a ser denominada finalmente como la Biblioteca Nacional de Guinea-Bisáu.
En 1999 la biblioteca fue destruida debido a un conflicto violento como parte de la guerra civil de Guinea-Bisáu. En el 2000 se inició un proceso de reconstrucción de la biblioteca.
En 2011, la biblioteca inauguró una esquina estadounidense dentro del edificio con fondos del gobierno de Estados Unidos. Esta esquina en la biblioteca es la única presencia estadounidense en el país ya que Guinea-Bisáu no tiene una embajada de los Estados Unidos. La embajada más cercana está ubicada en Dakar, Senegal.